# Yoshitaka Funakoshi
Gigō Funakoshi (船越義豪 Funakoshi, Gigō eller Yoshitaka) , född 1906 på Okinawa och död 1945 i Tokyo, var en japansk karateka  som utvecklade karateskolan Shōtōkan-ryū (松濤館流) till en modern kampsport.
Gigō var tredje sonen till Gichin Funakoshi, grundaren av Shotokan karate. Han föddes 1906, men dog redan 1945 i tuberkulos. En av hans elever var Taiji Kase.